# Talha ibn Ubayd Allah
Talha ibn ʿUbayd Allāh ibn ʿUthmān (in arabo طلحة بن عبيد الله‎?; La Mecca, ... – Bassora, dicembre 656) è stato un politico arabo, tra i più intimi collaboratori di Maometto. Appartenente all'élite dei cosiddetti al-ʿAshara Mubāshshara, in quanto uno dei primi musulmani.

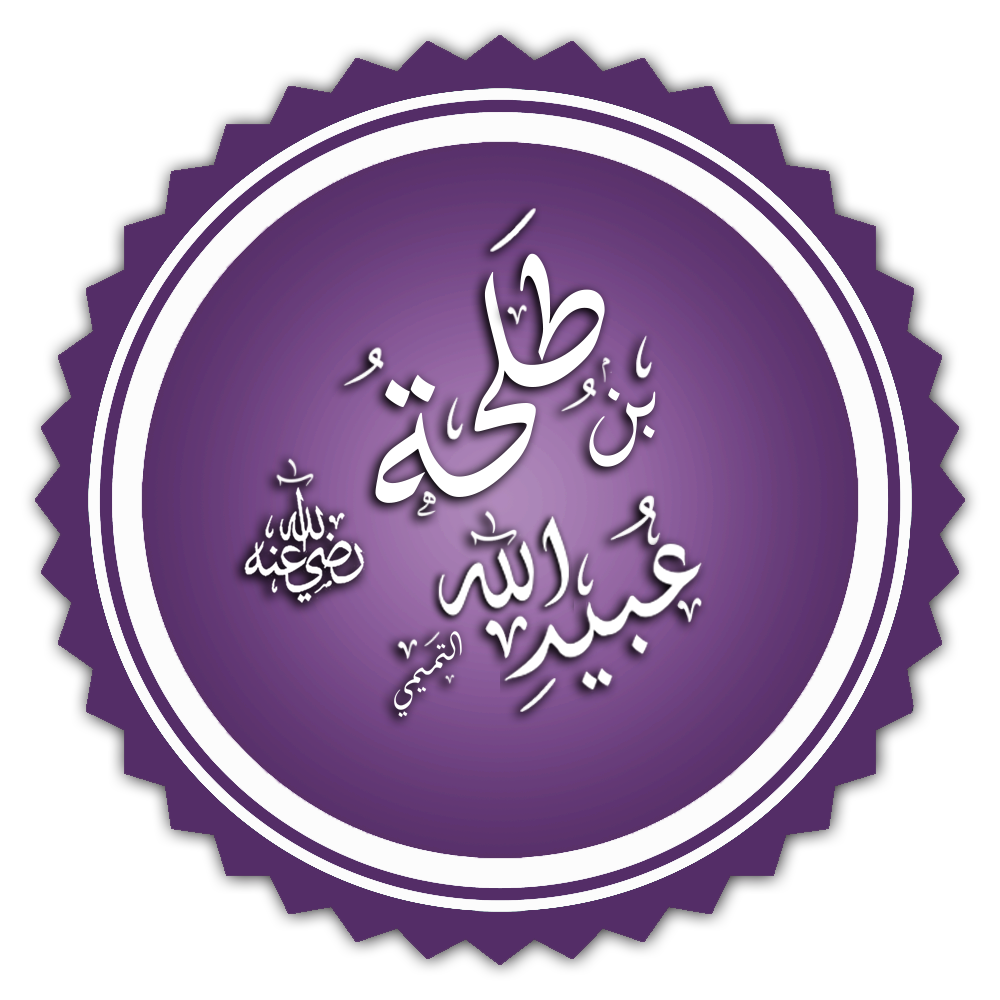
Calligrafia di Talha ibn Ubayd Allah

Talha ibn ʿUbayd Allāh, uno dei più noti Compagni del profeta dell'Islam Maometto, apparteneva allo stesso clan di Abū Bakr (del quale era quindi parente abbastanza stretto): i Banū Taym della tribù dei Quraysh di Mecca.
Fu fra i primi convertiti grazie all'opera di convincimento fatta da Abū Bakr (insieme al quale concluse alcuni lucrosi affari commerciali che gettarono le basi della sua immensa ricchezza successiva) e fu uno dei "Dieci Benedetti" (al-ʿAshara Mubāshshara) cui Maometto profetizzò la salvezza eterna.
Accompagnò il profeta in tutte le vicende più importanti e fu valoroso combattente. Nella battaglia di Uḥud difese con determinazione il Profeta ferito, tanto da deviare con la propria mano un fendente, rimanendo per sempre invalido a due dita, i cui tendini erano rimasti recisi.
Riconobbe, suo malgrado, come califfo ʿAlī ibn Abī Tālib nelle convulse ore susseguenti all'assassinio del califfo ʿOthmān ibn ʿAffān ma si pentì presto sulla sua decisione (insieme all'altro Compagno al-Zubayr ibn al-ʿAwwām) e organizzò una resistenza armata ad ʿAlī che portò nel dicembre 656 alla Battaglia del Cammello e alla sua morte sul campo, nei pressi di Basra, ad opera di Marwn ibn al-Hakam, già segretario di 'Othmān e futuro califfo omayyade. In quella occasione morì anche suo figlio Muḥammad.
Sua moglie era Umm Kulthūm bint Abī Bakr, figlia del primo Califfo e sorella di ʿĀʾisha, di Asmāʾ e di Muḥammad.